# پلینز، اوهایو
پلینز (به انگلیسی: The Plains) یک منطقهٔ مسکونی در ایالات متحده آمریکا است که در شهرستان آتن، اوهایو واقع شده‌است. پلینز ۵٫۹ کیلومتر مربع مساحت و ۳٬۰۸۰ نفر جمعیت دارد و ۲۱۸ متر بالاتر از سطح دریا واقع شده‌است.